# Ludwig Werner
Pour les articles homonymes, voir Werner.
Ludwig Werner (né le 16 février 1855 à Bubenrode et mort en janvier 1928) est un rédacteur en chef. De 1890 à 1918, il est député du Reichstag pour le Parti allemand de la réforme.

## Biographie
Werner est le fils d'un propriétaire sur le domaine de Bubenrode près de Malsfeld dans le nord de la Hesse. Jusqu'en 1871, il étudie à l'établissement d'enseignement et d'enseignement du Prof. Dr. Schenk à Friedrichsdorf près de Bad Homburg vor der Höhe, mais interrompt ensuite ses études. Au lieu de cela, il termine un apprentissage commercial à Hersfeld, puis travaille d'abord comme homme d'affaires.
Werner est l'un des fondateurs de l'Association de réforme de Cassel en 1881, et en est resté le président pendant de nombreuses années. À partir de 1er juillet 1882, il édite l'hebdomadaire Reichsgeldmonopol, qu'il publie lui-même sous la devise «La question juive est la question sociale » à Cassel, un journal de propagande publié de 1892 à 1895 sous le titre Antisemitisches Volksblatt, 1896 à 1899 sous le nom de Hessischer Volksbote. En tant que rédacteur en chef, Werner traite presque exclusivement des problèmes économiques des paysans et de la petite bourgeoisie, qu'il lie à l'origine à la «question juive». Son article trouve, avec des anecdotes juives et des histoires d'usure sensationnelles, un lectorat considérable dans le nord et la haute Hesse. Dans les années 1880, Werner et Otto Böckel (1859-1923) sont les principaux antisémites de l'ancien Électorat de Hesse, qui devient un bastion de l'antisémitisme.  Bien que les deux se soient parfois disputés, ils se sont retrouvés ensemble en 1890 au sein du Parti populaire antisémite .
Werner est élu le 20 février 1890 député du Reichstag pour la circonscription de Rinteln (de)-Hofgeismar-Wolfhagen (de). Là, il s'associe avec les antisémites radicaux Böckel, Oswald Zimmermann (1859-1910) et Wilhelm Pickenbach (de) (1850-1903) en juin 1890 pour former la «fraction des antisémites». Lorsque Max Liebermann von Sonnenberg refuse d'adhérer, ils fondent tous les quatre le Parti antisémite radical à Erfurt en juillet 1890, qui est rapidement rebaptisé Parti populaire antisémite et en 1893, Parti allemand de la réforme.
À l'automne 1892, Werner et Böckel se présentent à un certain nombre de rassemblements antisémites à Hersfeld, Rotenburg an der Fulda et un certain nombre de communes rurales de la région. Immédiatement après la dissolution du Reichstag le 6 mai 1893, le 7 mai, ils ont ouvert la campagne à Schenklengsfeld dans la circonscription Hersfeld (de)-Hünfeld-Rotenburg (de) qu'ils déclarent "mûre pour la tempête", avec Ludwig Werner comme candidat. Aux élections du 15 juin 1893, Werner atteint 26,6% des voix dans sa circonscription précédente de Rinteln-Hofgeismar-Wolfhagen et à Hersfeld-Hünfeld-Rotenburg 34,3% des voix. Il remporte le second tour des élections à Rinteln-Hofgeismar-Wolfhagen le 24 juin 1893 avec 56,3% des voix. Il remporte également le second tour des élections le même jour à Hersfeld-Hünfeld-Rotenburg, contre l'administrateur conservateur du district de Hersfeld Freiherr von Schleinitz, un opposant à l'antisémitisme par conviction chrétienne, avec 62,3% des voix. Il accepte le mandat de Hersfeld-Hünfeld-Rotenburg. 
Werner est régulièrement réélu et représente la circonscription de Hersfeld-Hünfeld-Rotenburg jusqu'à la fin de l'Empire allemand en 1918. De 1911 à 1914, il est président du Parti allemand de la réforme. Lorsque le Parti social allemand et du Parti allemand de la réforme fusionnent le 22 mars 1914 et fonde le Parti du peuple allemand, Ludwig Werner assume la fonction de 2e président.
De 1898 à 1904, il est également député du parlement provincial de Hesse-Nassau (de) et de 1898 à 1908 membre de la Chambre des représentants de Prusse